# Wenzel Johann Tomaschek

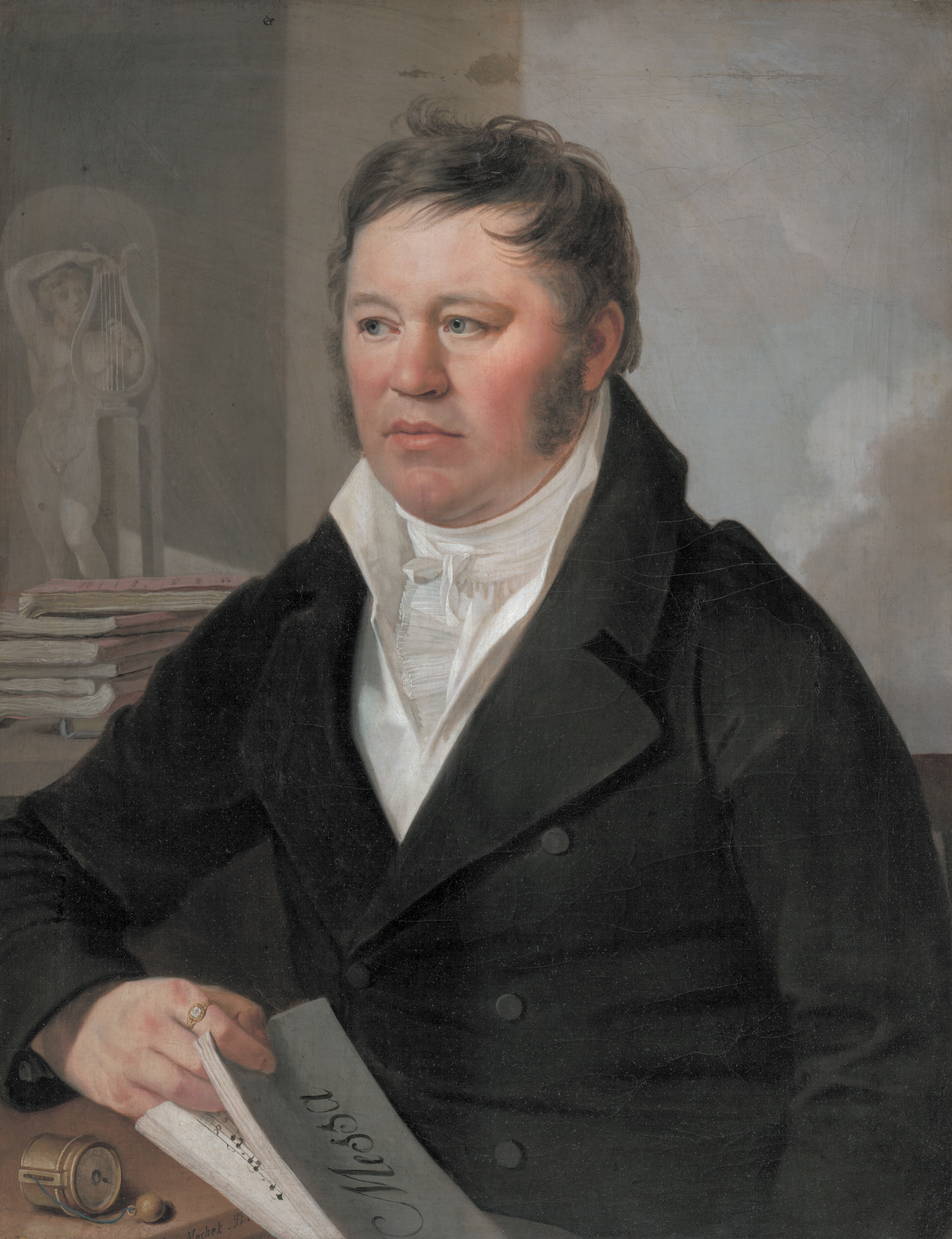
Wenzel Johann Tomaschek, Gemälde von Antonín Machek (nach 1816), Nationalgalerie Prag

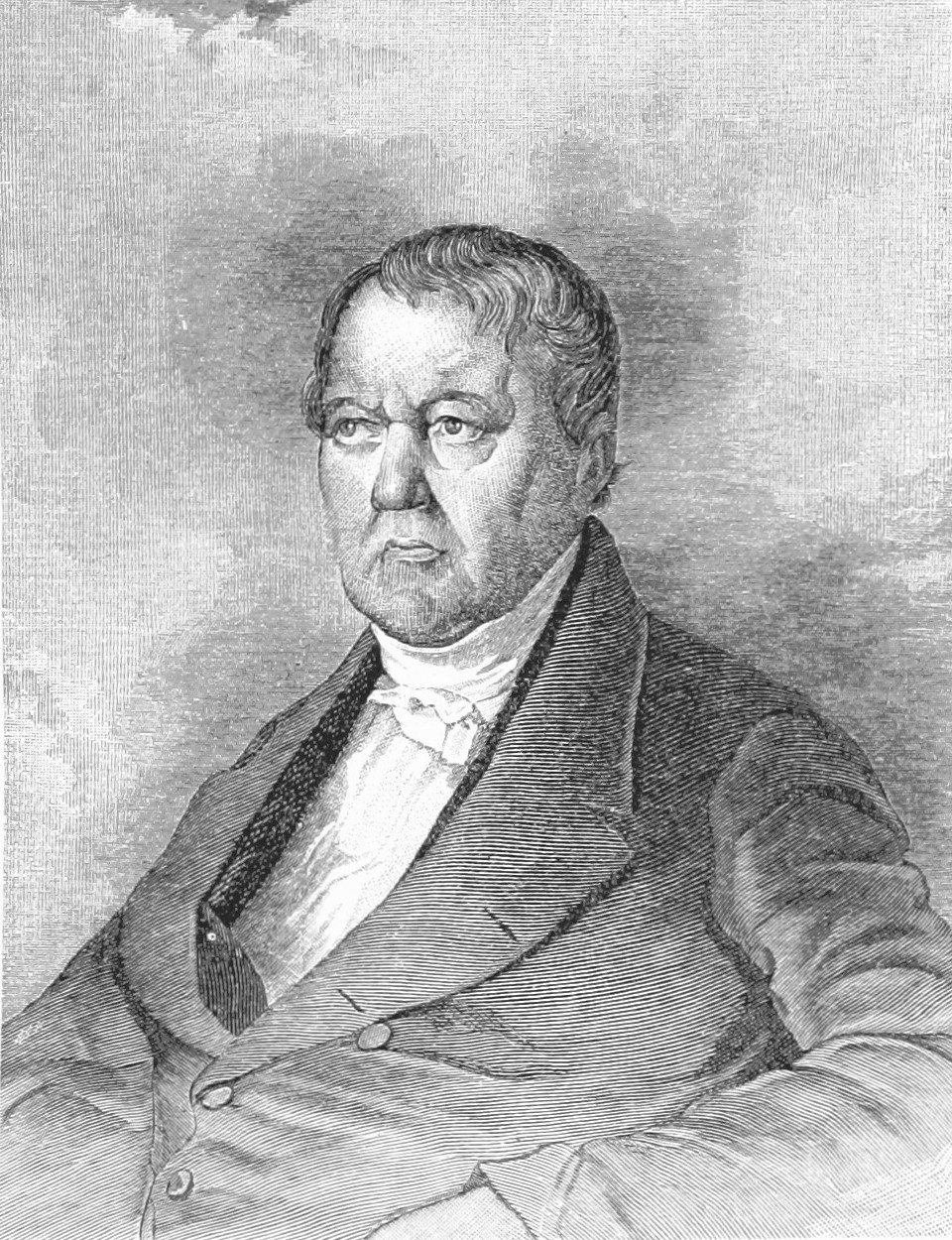
Wenzel Johann Tomaschek

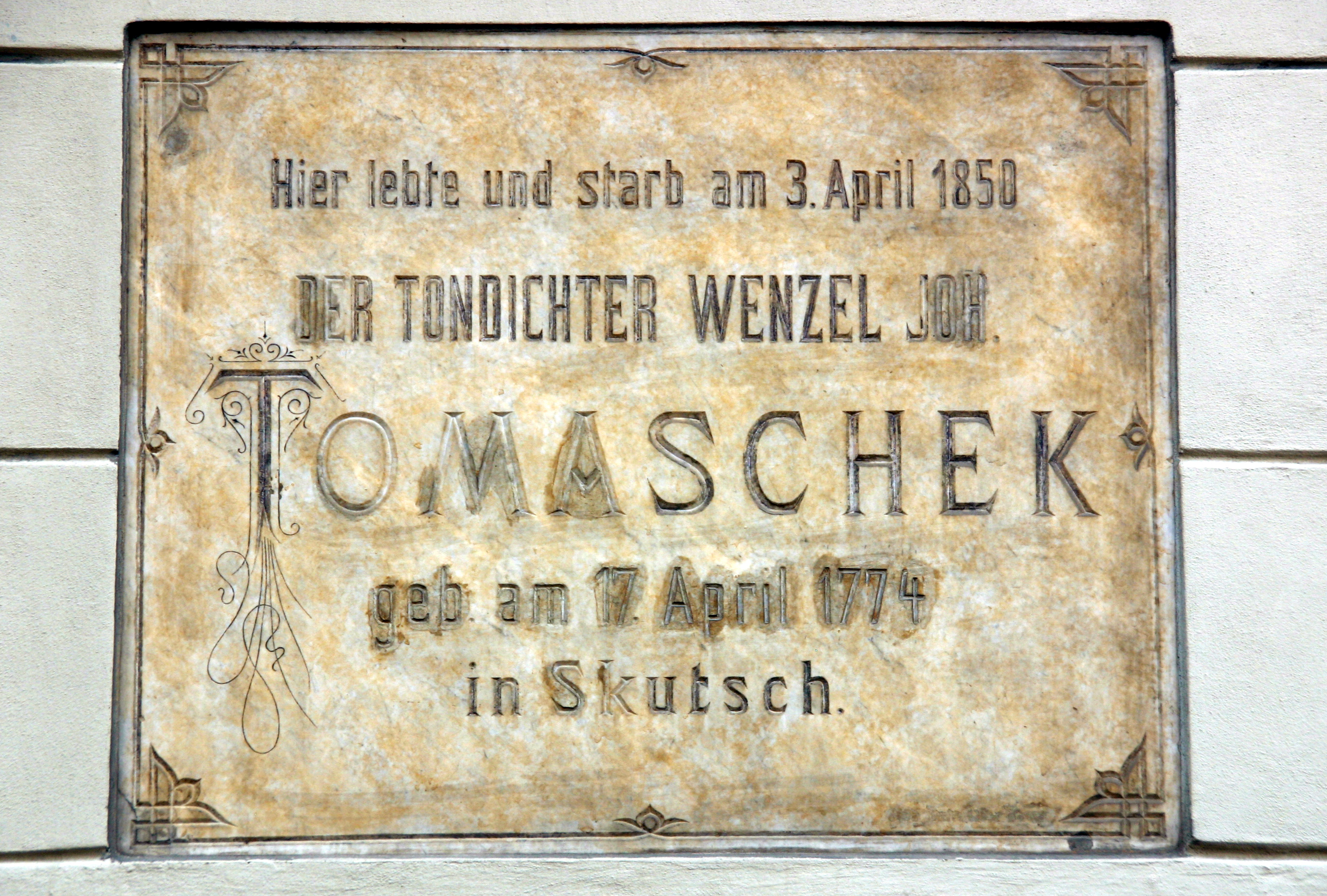
Gedenktafel in Prag

Wenzel Johann Baptist Tomaschek, tschechisch Václav Jan Křtitel Tomášek (* 17. April 1774 in Skutsch/Böhmen; † 3. April 1850 in Prag) war ein österreichisch-böhmischer Musiklehrer und Komponist.

## Leben
Der jüngste Sohn einer achtköpfigen Stoffhändlerfamilie erhielt den ersten Violin- und Gesangsunterricht in Chrudim und besuchte dann die Schule des Minoritenklosters in Iglau. Ab 1790 studierte er in Prag Jura, Philosophie und Medizin. Als Pianist war Tomaschek Autodidakt, vermutlich nahm er in dieser Zeit aber auch Klavierunterricht bei František Xaver Dušek.
1798 hörte er Ludwig van Beethoven während dessen Aufenthalt in Prag und besuchte den Komponisten im Herbst 1814 in Wien. Er hat darüber umfangreiche Erinnerungen hinterlassen.
Seine 1820 gegründete Musikschule wurde das musikalische Zentrum Prags in der ersten Hälfte des 19. Jahrhunderts, und Tomášek galt als einer der bedeutendsten Klavierlehrer seiner Zeit. Zu seinen Schülern zählten Jan Václav Voříšek und Alexander Dreyschock. Er wurde von Beethoven ebenso geschätzt wie vom Musikkritiker Eduard Hanslick. Er war noch mit Joseph Haydn und Johann Wolfgang von Goethe zusammengetroffen und zu seinem Bekanntenkreis gehörten die tschechischen Patrioten Václav Hanka, František Palacký und Josef Krasoslav Chmelenský. Durch seine erfolgreichen Kompositionen fand er Unterstützung durch mehrere Adelsfamilien.

## Werke
Tomaschek komponierte Opern und Schauspielmusiken, Sinfonien, Klavierkonzerte und Klaviersonaten, Kammermusik in unterschiedlicher Besetzung, frühromantische Klavierstücke (Eklogen, Rhapsodien und Dithyramben) und Virtuosenstücke, die auf die Werke Chopins verweisen. Außerdem schrieb er drei Messen, zwei Requien, Kantaten, Chöre und Lieder unter anderem auf Texte von Goethe und Schiller.

## Schriften
- Selbstbiographie. In: Libussa, hrsg. von Paul Aloys Klar, Prag, Jg. 4 (1845), S. 349–389 (Digitalisat bei Google Books); Jg. 5 (1846), S. 321–376 (Digitalisat bei Google Books); Jg. 6 (1847), S. 411–441 (Digitalisat im Münchener Digitalisierungszentrum); Jg. 7 (1848), S. 487–494 (Digitalisat im Münchener Digitalisierungszentrum); Jg. 8 (1849), S. 485–503 (Digitalisat im Münchener Digitalisierungszentrum) und Jg. 9 (1850), S. 323–350 (Digitalisat im Münchener Digitalisierungszentrum)

## Schüler (Auswahl)
- Alexander Dreyschock (1818–1869)
- Johann Friedrich Kittl (1806–1868)
- Constanze Geiger (1835–1890)
- Jan Václav Voříšek (1791–1825)
- Eduard Hanslick (1825–1904)

## Dokumente
Briefe von Wenzel Johann Tomaschek befinden sich im Bestand des Leipziger Musikverlages C. F. Peters im Staatsarchiv Leipzig.

## Einspielungen (Auswahl)
- 22 Goethe-Lieder. Ildikó Raimondi, Sopran, Leopold Hager, Klavier.